# Sick of Myself
Sick of Myself (Originaltitel: Syk pike) ist eine norwegische schwarze Komödie von Kristoffer Borgli aus dem Jahr 2022. Der Film hatte seine Weltpremiere bei den 75. Filmfestspielen von Cannes am 22. Mai 2022, wo er in der Sektion „Un Certain Regard“ zu sehen war. Der norwegische Kinostart fand am 9. September desselben Jahres statt. In Deutschland kam der Film am 23. März 2023 in die Kinos.

## Handlung
Signe und Thomas sind ein Paar, das zusammen in Oslo lebt: Sie arbeitet als Barista und er ist ein Künstler, der hochwertige Designermöbel klaut, um sie zu Kunstwerken zu verarbeiten. Signe ist eifersüchtig auf die zunehmende Aufmerksamkeit, die Thomas erhält, und versucht, diese von ihm abzulenken. Als Thomas eine große Ausstellung für seine Werke erhält, überschattet Signe seine Rede bei einem Abendessen zur Eröffnungsfeier, indem sie eine schwere allergische Reaktion vortäuscht.
Signe stößt auf einen Zeitungsartikel über ein russisches Medikament gegen Angstzustände namens „Lidexol“, von dem berichtet wurde, dass es als Nebenwirkung schwere Hautkrankheiten auslösen kann. Nachdem sie von ihrem befreundeten Drogendealer Stian eine große Menge dieses Mittels gekauft hat, beginnt Signe, die Pillen regelmäßig zu nehmen. Als die ersten Symptome einer Hautkrankheit auftreten, sucht Signe auf Thomas’ Anregung hin einen Arzt auf, weigert sich aber, sich untersuchen zu lassen. Am selben Tag wird Thomas von einer großen Zeitschrift interviewt, so dass er Signe nicht wie geplant aus dem Krankenhaus abholen kann. Signe hat das Gefühl, dass Thomas ihr nicht genug Aufmerksamkeit schenkt, und nimmt absichtlich eine Überdosis Lidexol ein und wird ins Krankenhaus eingeliefert, woraufhin Thomas mehr Zeit damit verbringt, sich um Signe zu kümmern.
Auf Empfehlung ihrer Mutter nimmt Signe an einer ganzheitlichen Selbsthilfegruppe für Schwerstkranke teil, wird jedoch von einem Gruppenmitglied ermahnt, das glaubt, sie lüge. Unter dem Vorwand, das Bewusstsein für ihre Krankheit zu schärfen, gibt sie einer großen Nachrichtenagentur ein Interview, doch die Veröffentlichung des Interviews im Internet wird schnell von Nachrichten über eine Massenerschießung überschattet. Doch am nächsten Tag erscheint der Artikel auf der Titelseite einer überregionalen Zeitung und führt dazu, dass Signe bald einen Modelvertrag erhält. Sie nimmt während dieser Zeit weiterhin Lidexol ein, wodurch sich ihr körperlicher Zustand weiter verschlechtert.
Signe wird eingeladen, zusammen mit einem Model, das an einer Gliedmaßenreduktion der Finger (Symbrachydaktylie) leidet, in einem Werbespot für die Modemarke „Regardless“ mitzuwirken. Am Drehtag wird Thomas in einem Möbelhaus verhaftet, nachdem eine Angestellte ihn von der Titelseite der Zeitschrift, die ihn interviewt hat, wiedererkannt hat, die ihn als „Thomas der Dieb“ beschreibt. Bei den Dreharbeiten sperrt Signe das andere Model im Badezimmer ein, bevor sie plötzlich zusammenbricht, während sie gefilmt wird. Signe offenbart ihrer Journalistenfreundin Marte, dass sie über ihre Qual gelogen hat, und Thomas wird für alle Diebstähle, die er begangen hat, ins Gefängnis gesteckt. Doch schon bald kehrt Signe in die Selbsthilfegruppe zurück, um Trost zu finden, und lügt erneut über ihre Symptome.

## Produktion
Regie führte Kristoffer Borgli, der auch das Drehbuch schrieb. Bei Sick of Myself handelt es sich um das Langfilmdebüt des norwegischen Filmemachers.
Am 22. Mai 2022 wurde Sick of Myself bei den 75. Filmfestspielen von Cannes uraufgeführt, wo er in der Sektion „Un Certain Regard“ gezeigt wurde. Der norwegische Kinostart erfolgte am 9. September desselben Jahres. In Deutschland lief der Film ab dem 23. März 2023 in den Kinos. Die deutschsprachige Free-TV-Premiere fand am 7. Dezember 2023 im WDR Fernsehen statt.

## Rezeption

### Altersfreigabe
In Deutschland erhielt der Film eine Freigabe ab 12 Jahren. In der Freigabebegründung heißt es, der Film enthalte einige Szenen, in denen verletzte und leidende Personen zu sehen sind. Dies resultiere in erster Linie aus der Selbstschädigung der Hauptfigur, die illegale Pillen einnimmt, um „mysteriöse“ Hautausschläge hervorzurufen. Kinder und Jugendliche ab 12 Jahren seien aufgrund ihres Entwicklungsstands in der Lage, den Film als gesellschaftskritische Komödie zu begreifen und diese Szenen entsprechend einzuordnen.

### Kritiken und Einspielergebnis
Der Film konnte bislang 88 Prozent aller Kritiker bei Rotten Tomatoes überzeugen und erhielt hierbei eine durchschnittliche Bewertung von 7,1 der möglichen 10 Punkte. Auf Metacritic erhielt er einen Metascore von 71 von 100 möglichen Punkten.
Tim Lindemann von epd Film lobte Borglis „brillantes schwarzhumoriges“ Drehbuch und die „teilweise beängstigende Performance“ der Hauptdarstellerin Kristine Kujath Thorp: „Thorp balanciert gekonnt auf dem schmalen Grat zwischen beeindruckender Chuzpe und hoffnungslosem Narzissmus.“ Der Film entwickelt sich laut Lindemann langsam von einer Sozialkomödie zum drastischen Body-Horror: „Man mag es geschmacklos finden, wie Regisseur Borgli im Verlauf des Films die wortwörtliche Auflösung eines weiblichen Körpers inszeniert. Zweifellos steckt dahinter aber die ernste Auseinandersetzung mit dem gesellschaftlichen Druck, den die Maxime der ständigen Selbstverwirklichung und -verbesserung auf junge Frauen ausübt.“
Das Lexikon des Internationalen Films urteilte zu Sick of Myself: „Eine pointiert überzeichnete, tiefschwarze Komödie über die negativen Effekte der Sozialen Medien und fragwürdige Formen medialer Selbstoffenbarung. Mit bissiger Doppelbödigkeit schießt der Film gegen Phänomene des Zeitgeistes wie die Identitätspolitik und die Indienstnahme von Leitbildern der Diversität.“ Die Redaktion der Filmzeitschrift Cinema beschrieb den Film als eine „bitterböse und schwer zu ertragende Komödie, die nicht nur Einblicke in die Psyche einer Narzisstin gewährt, sondern auch verdeutlicht, wie oft die Wahrheit der öffentlichen Wahrnehmung untergeordnet wird“.
Falk Straub meinte in seiner Kritik auf der Online-Plattform Spielfilm.de, Borgli blicke in Sick of Myself mit mal zynischem, mal mitfühlendem Blick auf zwei außergewöhnliche Selbstdarsteller. „Seine ad absurdum geführte Gesellschaftssatire ist ebenso bitterböse wie brüllend komisch. Ein Film über Narzissten in Zeiten sozialer Medien, der einen Nerv trifft,“ so Straub.
Auf critic.de schreibt Christopher Suss: „Es bedarf keiner weiteren Zeigefinger, um zu erkennen, für was Signes selbstzerstörerischer Hypernarzissmus steht: Kunst- und Modeszene, Social Media und Boulevardpresse als die besonders leuchtenden Spitzen eines Eisbergs an Individualismus und Distinktionsbesessenheit.“ Der Autor resümiert: „Uns soll immer wieder das Lachen im Halse stecken bleiben, und das gelingt.“
Die weltweiten Einnahmen des Films aus Kinovorführungen belaufen sich auf 1,1 Millionen US-Dollar.

## Synchronisation
Die deutsche Synchronisation entstand nach der Dialogregie und einem Dialogdrehbuch von Marius Bohnhardt im Auftrag der Metz-Neun Synchron Studio und Verlags GmbH, Offenbach.
| Darsteller                       | Synchronsprecher  | Rolle  |
| -------------------------------- | ----------------- | ------ |
| Kristine Kujath Thorp            | Dagmar Bittner    | Signe  |
| Eirik Sæther                     | Andrés Mendez     | Thomas |
| Fanny Vaager                     | Andrea Dewell     | Marte  |
| Fredrik Stenberg Ditlev-Simonsen | Michael Borgard   | Yngve  |
| Sarah Francesca Brænne           | Poetine Alija     | Emma   |
| Steinar Klouman Hallert          | Felix Mayer       | Stian  |
| Ingrid Vollan                    | Ingrid Metz-Neun  | Beate  |
| Anders Danielsen Lie             | Erik Borner       | Lege   |
| Andrea Bræin Hovig               | Claudia Jacobacci | Lisa   |